# Johannes Emde
Johannes Emde (* Dezember 1774 in Schmillinghausen (Fürstentum Waldeck); † 20. August 1859 in Surabaya (Ost-Java)) war ein deutscher Laienmissionar in Ost-Java. Der als ungelernter Arbeiter nach Ost-Java emigrierte Mann, der dort zunächst zum Uhrmacher wurde, gilt als Gründer der evangelischen Kirche in Ost-Java.

## Leben
Emde war eines von 16 Kindern des Sägemüllers Johann Emde. Er stammte aus einem pietistischen Milieu. In seiner Jugend erlernte er keinen Beruf, er besuchte allerdings eine Bibelschule, die ihm gute Bibelkenntnisse und einen fundierten christlichen Glauben vermittelte. Bei der Suche nach Arbeit gelangte er über Umwege nach Amsterdam. Dort traf er Matrosen, die von Java und dem dortigen Klima schwärmten und dass es dort keinen Winter gäbe. Für Emde war das ein Widerspruch, der ihn fesselte, er hatte doch aus der Bibel gelernt, „dass nicht aufhören soll Frost und Hitze, Sommer und Winter“. Dieser Widerspruch und ein ansehnlicher Lohn ließen ihn 1801 auf einem niederländischen Schiff mit Ziel Indonesien anheuern. Nach der Ankunft in Subaraya wurde er zunächst auf ein niederländisches Kriegsschiff versetzt, erkrankte aber bevor dieses Schiff den Hafen verließ und wurde in einem Hospital behandelt. Nach seiner Genesung stellte er fest, dass dieses Schiff ohne ihn ausgelaufen war. Bei der Suche nach Arbeit traf er einen deutschen Landsmann, der in Surabaya eine Uhrmacher-Werkstatt betrieb. Emde wurde sein Mitarbeiter, erlernte bei ihm das Uhrmacher-Handwerk. Er verbrachte mehr als zehn Jahre mit dieser Tätigkeit. Für Emde war es leicht, Fremdsprachen zu lernen. Auf Java lernte er Javanisch, so wie schon früher Niederländisch, und heiratete Amarantia Manuel – eine einheimische Frau aus einem Palast in Solo.
Im Jahre 1814 begegnete er einem holländischen Missionar, dessen Verkündigungen ihn fesselten. Mit ihm verbrachte er etwa ein Jahr. 1815 reiste dieser Missionar weiter und legte Emde ans Herz, sich um die gläubigen Europäer zu kümmern. Einen Prediger gab es dort bisher nicht. Emde verbreitete, mit Unterstützung seiner Frau, den christlichen Glauben nicht nur unter den Europäern, sondern auch unter den Einheimischen. Die Missionsarbeit unter Einheimischen war allerdings durch niederländische Gesetze verboten. Ein holländischer Pfarrer zeigte ihn an und Emde wurde zu einer Gefängnisstrafe verurteilt. Im Gefängnis bekehrte er seine Leidensgenossen. Nach diesem Gefängnisaufenthalt ließ man ihn in Ruhe seiner Missionsarbeit nachgehen.
Emde benutzte damals eine Bibelübersetzung von Melchior Leijdecker, die schwer verständlich war. Deswegen fing er zusammen mit seinen Glaubensbrüdern an, nach und nach Worte, die Verständnisprobleme bereiteten, durch verständlichere Worte zu ersetzen. Das im Laufe von mehreren Jahren erarbeitete Manuskript wurde danach in Jakarta von D. D. Lenting, einem holländischen Pastor, und Walter Henry Medhurst, einem englischen Missionar, geprüft bzw. korrigiert. Das Ergebnis war ein vollständiges Neues Testament, das 1835 in Jakarta veröffentlicht wurde. Es gilt als das erste Neue Testament, das in Niedermalaiisch gedruckt wurde. Später wurden auch die Psalmen auf die gleiche Weise bearbeitet und gedruckt.
1840 lernte Emde einen Moschee-Vorsteher von Madura namens Midah kennen, der das Markusevangelium in der Übersetzung von Membuat Bruckner studierte. Er lud ihn zu sich ein. Zwischen den beiden entwickelte sich schnell ein vertrautes Verhältnis. Da das Markusevangelium so anders war, als die ihm bekannten Schriften, diskutierte dieser viel darüber mit seinen Glaubensbrüdern. Daraus ergaben sich rege Kontakte zwischen Emde und den Dorfbewohnern. Emde betonte die Notwendigkeit einer Taufe, um Christ werden zu können, was ihn von dem zu gleicher Zeit tätigen Missionar Coenrad Laurens Coolen unterschied, und bot ihnen einen Taufunterricht an, der sich an Luthers Katechismus orientierte. Es war ein Taufunterricht in der Form, wie er ihn selbst in Schmillinghausen kennengelernt hatte. Obwohl er die javanische Kultur respektierte, verlangte er von den Konvertiten, dass sie mit bestimmten Praktiken, z. B. Beschneidung, endgültig brechen müssten oder dass sie etwas Neues tun müssten, z. B. sich die Haare schneiden lassen. Die erste Taufe von 35 Einheimischen fand am 18. Dezember 1843 statt und wurde von Pastor A. W. Meijer gespendet. In kurzer Zeit bereitete Emde etwa 100 Menschen auf die Taufe vor. Dieses Datum gilt als die Geburtsstunde der evangelischen Kirche in Ost-Java. Den Taufunterricht gab er auch später. Da Emdes Konvertiten die niederländische Kultur pflegten, wurden sie dort „Kristen Landa“ (niederländische Christen) genannt – im Gegensatz zu den Christen von Coolen. 
Emde starb im Alter von 84 Jahren. Bei seiner Beisetzung gaben ihm mehr als 1000 Javaner das letzte Geleit. In Ost-Java wird er noch heute verehrt.